# ایر کارگو مغولستان
ایر کارگو مغولستان (به انگلیسی: Air Cargo Mongolia) یک شرکت هواپیمایی است که در تاریخ ۲۰۰۷ میلادی تأسیس شده است.
دفتر مرکزی ایر کارگو مغولستان در اولان‌باتور، مغولستان واقع شده‌است و قطب این شرکت هواپیمایی در فرودگاه بین‌المللی بویانت-اوخا قرار دارد.